# Jungfrufjärden
Jungfrufjärden est un fjärd (un bras de mer d'origine glaciaire) situé dans l'archipel de Stockholm en  Suède,.

## Présentation
Jungfrufjärden s'étend d'Edesön jusqu'à Dalarö à l'ouest et jusqu'à Mörtö-Bunsö à l'est. 
Au sud, elle est limitée par Ornö et Kymmendö et au nord, elle est séparée du Nämdöfjärden par les îles Stora Husarn, Lilla Husarn et Rögrund.
Le Landsortleden traverse le Jungfrufjärden où il fait le tour du phare de Fjärdhällan.

## Galerie

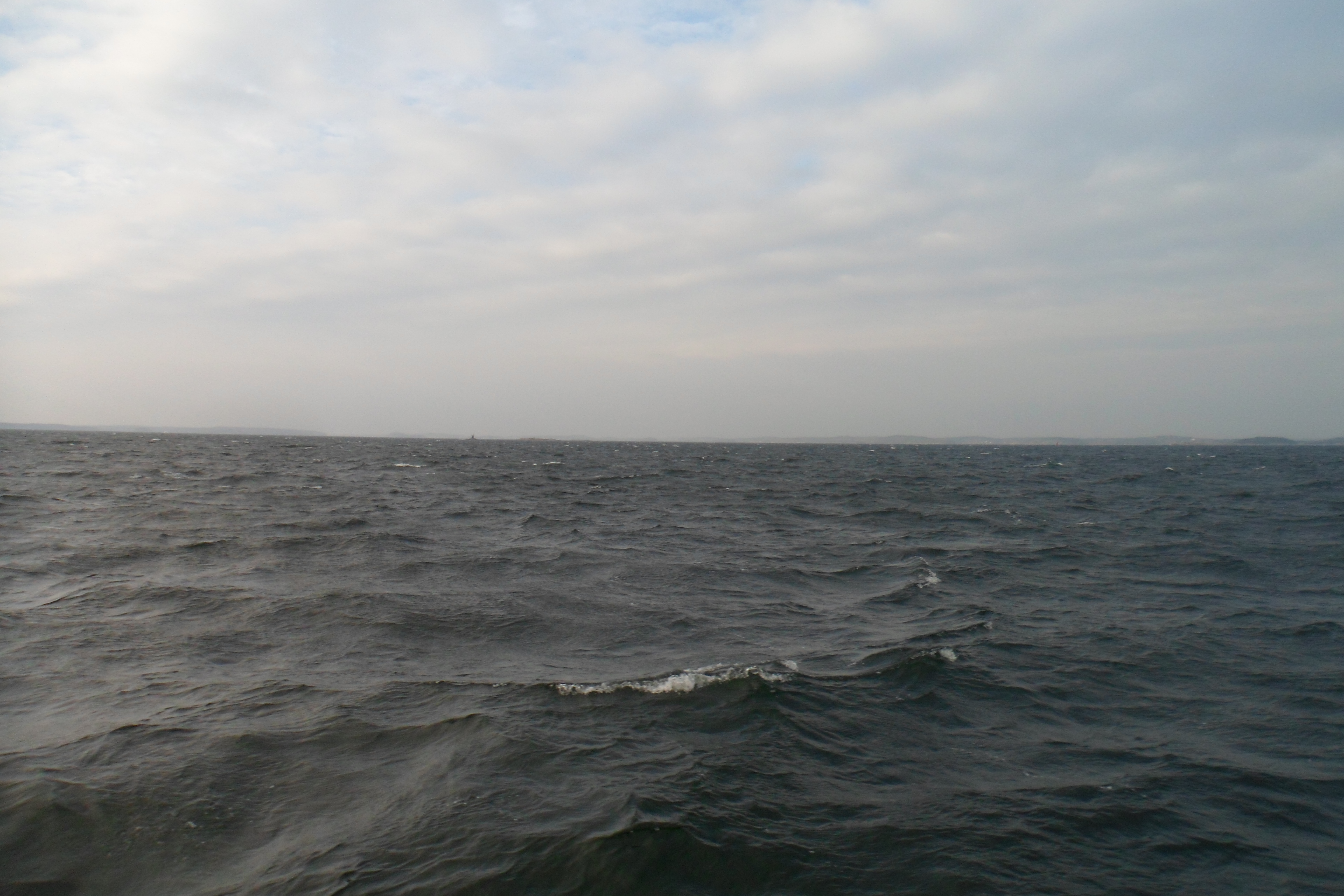
Jungfrufjärden.
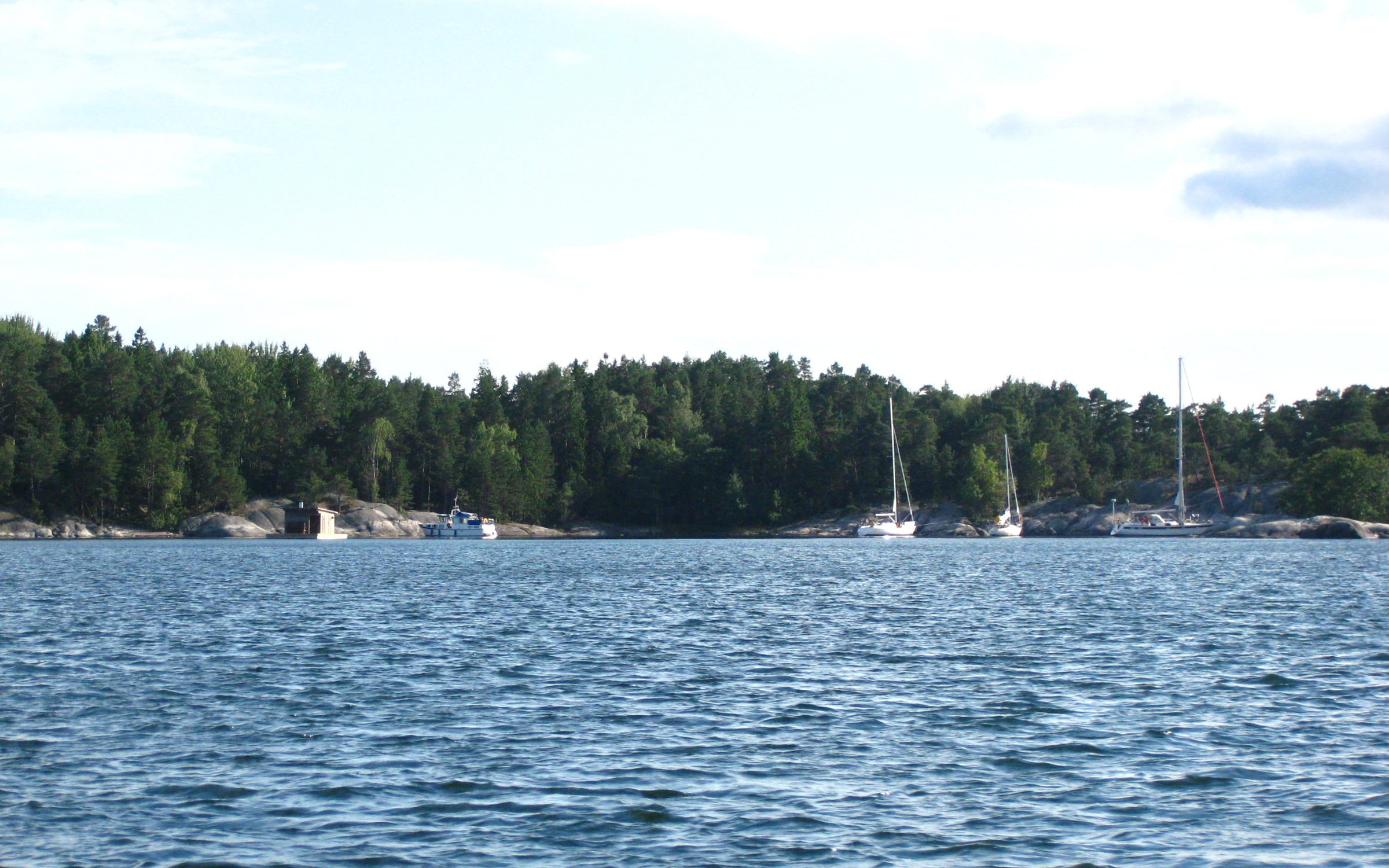
Stora Husarn.
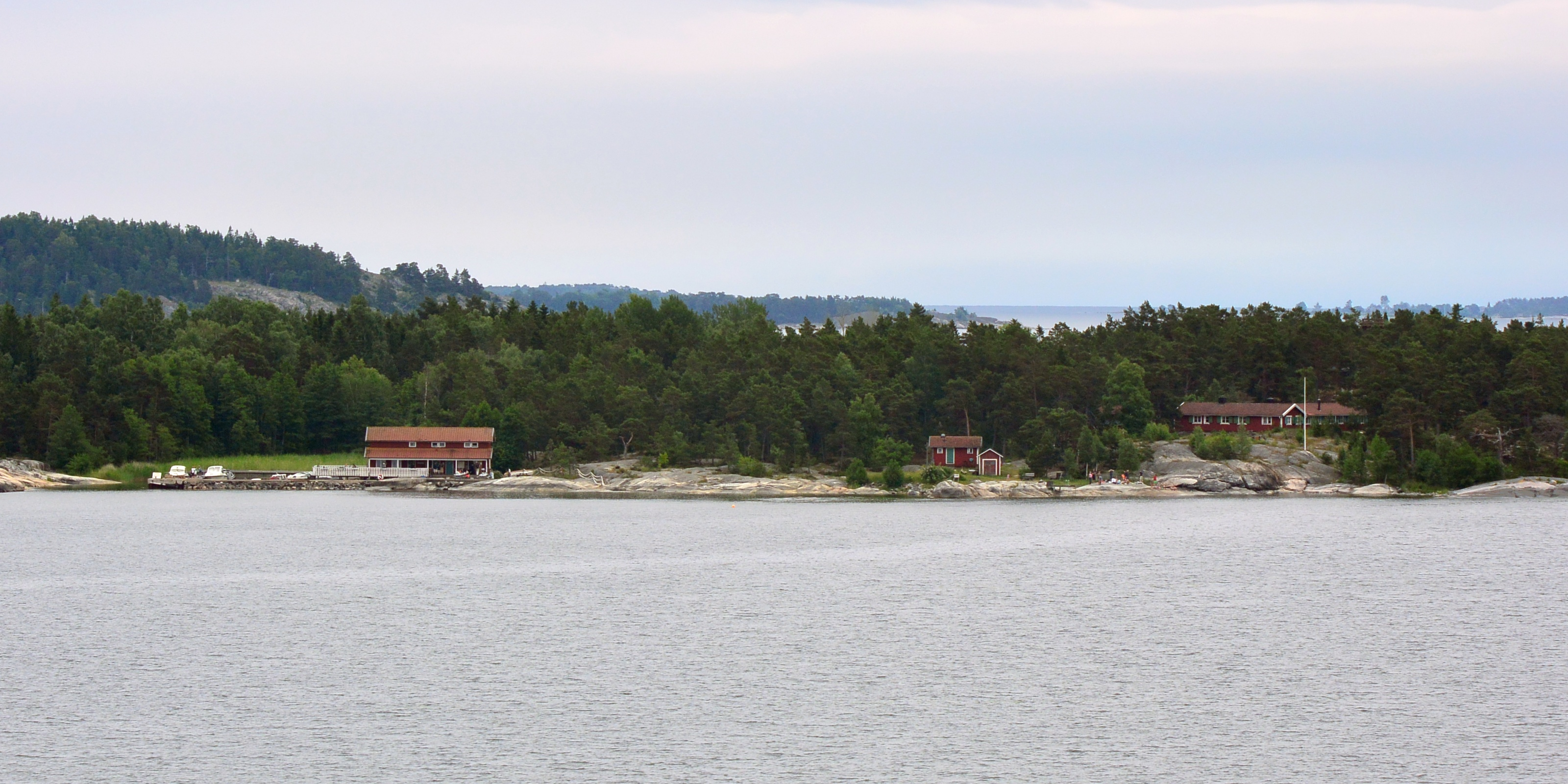
Rögrund.